# Kościół Najświętszej Maryi Panny Królowej Polski w Pawłowie
Kościół Najświętszej Maryi Panny Królowej Polski – rzymskokatolicki kościół filialny w Pawłowie. Świątynia należy do parafii Podwyższenia Krzyża Świętego w Brzegu w dekanacie Brzeg północ, archidiecezji wrocławskiej.